# Walter Cunningham
Ronnie Walter Cunningham (Creston, 16 de março de 1932 – Houston, 3 de janeiro de 2023) foi um astronauta norte-americano.

## Biografia
Cunningham entrou para a Marinha dos Estados Unidos em 1951 e foi piloto do Corpo de Fuzileiros Navais dos Estados Unidos de 1953 a 1956, passando a fazer parte da equipe da NASA em 1963, quando foi selecionado para o Grupo 3 de astronautas. Fez seu único voo ao espaço em 11 de outubro de 1968, como piloto da missão Apollo 7, a primeira missão tripulada do programa lunar Apollo, passando onze dias em órbita da Terra, em testes da nave Apollo que iria à Lua.
Deixou a NASA em 1971, graduou-se no programa de administração da Universidade de Harvard e passou a trabalhar como homem de negócios e executivo em diversos ramos da iniciativa privada. 

## Morte
Cunningham morreu em 3 de janeiro de 2023, aos 90 anos de idade.